# Faildergdóit
Faildergdóit (anche Faildeargdoid o Ailldeargoid) (fl. XIV-X secolo a.C.) figlio di Muinemón, fu, secondo la tradizione leggendaria e storica, re supremo d'Irlanda.
Successe sul trono alla morte del padre. Regnò per dieci anni prima di essere ucciso o da Sírna mac Déin o dal suo successore Ollom Fotla, il cui padre, Fíachu Fínscothach, era stato ucciso dal padre di Failderdóit, Muinemón. Geoffrey Keating data il suo regno dal 950 al 943 a.C., mentre gli Annali dei Quattro Maestri dal 1328 al 1318 a.C.